# Duca di Plasencia
Il titolo di Duca di Plasencia è un titolo nobiliare del Regno di Spagna, che i Re Cattolici concessero, nel 1476, ad Álvaro de Zúñiga, II conte di Plasencia, I duca di Béjar, I duca di Arévalo e I conte di Bañares, in riconoscimento per la sua lealtà durante la guerra di successione castigliana.
Successivamente gli venne concesso il titolo di Duca di Béjar e entrambi i titoli appartennero alla stessa famiglia fino al XIX secolo, portando a pensare che fossero lo stesso titolo. Tuttavia, un decreto reale chiarì questa situazione e permise al titolare di ostentare il titolo di Duchessa di Plasencia separatamente dal titolo di Duchessa di Béjar.
Il suo nome si riferisce alla città di Plasencia.

## Duchi di Plasencia
- Álvaro de Zúñiga (1410-1588)
- Álvaro de Zúñiga (1460-1531)
- Teresa de Zúñiga (1502-1565)
- Francisco de Zúñiga (1523-1591)
- Francisco Diego de Zúñiga (1550-1601)
- Alonso Diego de Zúñiga (1578-1619)
- Francisco Diego de Zúñiga (1596-1636)
- Alfonso Diego de Zúñiga (1621-1660)
- Juan Manuel de Zúñiga (1622-1660)
- Manuel Diego de Zúñiga (1657-1686)
- Juan Manuel de Zúñiga (1680-1647)
- Joaquín Diego de Zúñiga (1715-1777)
- María Josefa Pimentel (1752-1834)
- Pedro de Alcántara (1786-1851)
- Mariano Téllez-Girón (1814-1882)
- María del Pilar Gayoso de los Cobos (1856-1939)
- Ignacio Fernández de Henestrosa (1880-1948)
- José María Martorell (1903-1960)
- Ángela María Téllez-Girón (1925-2015)
- María de Gracia de Solís-Beaumont (1957)